# ウラルヴァゴンザヴォート
ウラルヴァゴンザヴォート(ロシア語: «Научно-производственная корпорация «УралВагонЗавод»、略称:UVZ)は、ウラル車輌工場を前身とする、ロシアのニジニ・タギルにある機械製造会社。ロシア最大の科学産業複合施設の一つであり、世界最大の主力戦車メーカーである。

## 歴史
工場は1931年〜1936年の第2次五カ年計画の間に建設され、1936年10月11日に操業開始し、フェリックス・ジェルジンスキーにちなんでジェルジンスキー工場と名付けられた。当時は貨車を製造していた。
1941年のドイツによる侵攻を受け、スターリンはウクライナとロシア西部の数百の工場を東に退避させるよう命じた。ハリコフのKhPZ第183工場はニジニ・タギルに移転し、ジェルジンスキー工場と合併してスターリン・ウラル第183戦車工場となり、第二次世界大戦中T-34を含む世界最大の戦車生産工場となった。その功績により、1941年から1945年にかけて労働赤旗勲章、赤旗勲章、レーニン勲章、祖国戦争勲章などを受賞した。
戦後になると戦車の生産は縮小された。製造・設計資産の一部は1945年から1951年にかけて第75ハリコフ・ディーゼル工場に返還された。ウラルヴァゴンザヴォートは、ボストーク、ボスホート、プロトン、エネルギアの設計・生産を含む、航空宇宙、農業、建設などの機械の生産が拡大された。
1951年にアレクサンドル・モロゾフがUVZを去り、多くの技術者を率いてハルキウの戦車設計局に移った。レオニード・カルツェフはチーフデザイナーに昇進後、NKVDからユダヤ人労働者を引き渡すように言われたが、これを拒否した。
工場内のOKB-520設計局では、T-55、T-62、T-72、T-90戦車が設計された。設計局は次世代主力戦車の開発に取り組んでいたが、このプロジェクトは2010年5月に中止された。その後、ロシアの最新の主力戦車であるT-14 アルマータを製造している。
2014年7月、米国オバマ政権は、ロシアによるクリミアの併合とウクライナへのロシアの干渉に対する報復として、財務省外国資産管理局を通じてウラルヴァゴンザヴォートなどを特別指定国民リストに追加する制裁を課した。英国も2014年9月12日から制裁を課した。
2016年12月、UVZは大統領令によりロステック傘下に移管された。
2022年3月、EUはロシアのウクライナ侵攻を受け、ウラルヴァゴンザヴォートに制裁を課した。その後、ウクライナ戦線が膠着、戦車不足が生じるとモスボールしていたT-72を改修する業務に着手。光学機器の搭載などのアップグレードを施して戦線に送り出している。

## 事業
UVZの主な製品には、鉄道車両、戦車、道路建設車両、農業車両、冶金製品、工具、消費財などがある。
T-90主力戦車の生産は同社全体の18〜20%を占めており、2008年にはロシア国防省向けのT-90A 62両、インド向けのT-90S 60両を含む約175両を生産した。
鉄道車両やその他の民間生産は、2008年の同社の総生産量の3分の2を占めた。